# إسماعيل شاه (لاعب كرة قدم مالديفي)
إسماعيل شاه هو لاعب كرة قدم مالديفي سابق، ومدرب كرة قدم. كان يلعب كمهاجم.

## المسيرة الاحترافية

### أندية لعب لها
- نادي نيو راديانت
- نادي فيكتوري